# Daïra de Sidi Boubekeur
La daïra de Sidi Boubekeur est une circonscription administrative algérienne située dans la wilaya de Saïda. Son chef-lieu est situé sur la commune éponyme de Sidi Boubekeur.

## Communes
La daïra est composée de quatre communes .:
- Sidi Boubekeur
- Ouled Khaled
- Sidi Amar
- Hounet